# Peter Hedges
Peter Simpson Hedges (West Des Moines, 6 luglio 1962) è uno scrittore, sceneggiatore e regista statunitense.

## Biografia
Hedges è cresciuto nel West Des Moines, nello Iowa, e ha frequentato la Valley High School di Iowa, dove faceva parte del gruppo teatrale, che comprendeva il gruppo di improvvisatori teatrali e la troupe di mimi, "La Dozzina di Baker". In seguito andò alla North Carolina School of the Arts. Ha iniziato la sua carriera nel mondo del cinema scrivendo l'adattamento del suo stesso romanzo What's Eating Gilbert Grape per il grande schermo. Il film, Buon compleanno Mr. Grape, è stato diretto Lasse Hallström ed è stato ben accolto dalla critica. Nel 2002 ha ricevuto una nomination all'Oscar per la sceneggiatura del film About a Boy - Un ragazzo. Nello stesso anno ha scritto e diretto il film Schegge di April, interpretato da Katie Holmes e dedicato a sua madre. In seguito ha scritto e diretto i film L'amore secondo Dan (2007), L'incredibile vita di Timothy Green (2012) e Ben is Back (2018).

## Vita privata
Hedges è sposato dal 1993 con la poetessa Susan Bruce Titman. Hanno due figli, Simon e Lucas Hedges. Lucas, che ha intrapreso una carriera da attore, ha iniziato recitando nel film del padre L'amore secondo Dan.

## Filmografia

### Regista e sceneggiatore
- Schegge di April (Pieces of April) (2003)
- L'amore secondo Dan (Dan in Real Life) (2007)
- L'incredibile vita di Timothy Green (The Odd Life of Timothy Green) (2012)
- Ben is Back (2018)

### Sceneggiatore
- Buon compleanno Mr. Grape (1993)
- La mappa del mondo (A Map of the World) (1999)
- About a Boy - Un ragazzo (2002)

## Opere

### Commedie
- Oregon (1984)
- Champions of the Average Joe (1985)
- The Age of Pie (1986)
- Andy and Claire (1986)
- Teddy By the Sea (1986)
- Imagining Brad (1988)
- Baby Anger (1993)
- Good as New (1995)

### Romanzi
- What's Eating Gilbert Grape (1991)
- An Ocean in Iowa (1998)
- Colazione a Brooklyn (The Heights, 2010), Milano, Mondadori, 2012 traduzione di Raffaella Brignardello ISBN 978-88-04-61554-5.